# Плъмкот
Плъмкот са някои от хибридите между различни видове слива (Prunus), наричани също междувидови сливи. Докато plumcots и apriplums са хибриди от първо поколение между родител на слива (Prunus salicina) и кайсия (Prunus armeniaca), pluots и apriums са по-късни поколения. И двете имена „plumcot“ и „apriplum“ са били използвани за дървета, получени от родител на сливово семе, и следователно са еквивалентни.
Лютер Бърбанк създава вида плъмкот – кръстоски между азиатски сливи и американски кайсии. Разработва таблица за възможните кръстоски, която учените ползват и до днес. Названието „плъмкот“ е комбинация от английските названия на двата вида.
Първият български плъмкотен сорт, представител на новия синтетичен растителен вид Prunus domestiaca Zhiv, е Стендесто.

## Галерия
- Rose apriums
- 'Splash' плъмкот
- 'Flavorosa' плъмкот
- 'Dapple Dandy' плъмкот
- 'Splash' плъмкот на дърво